# Departament (Gabon)

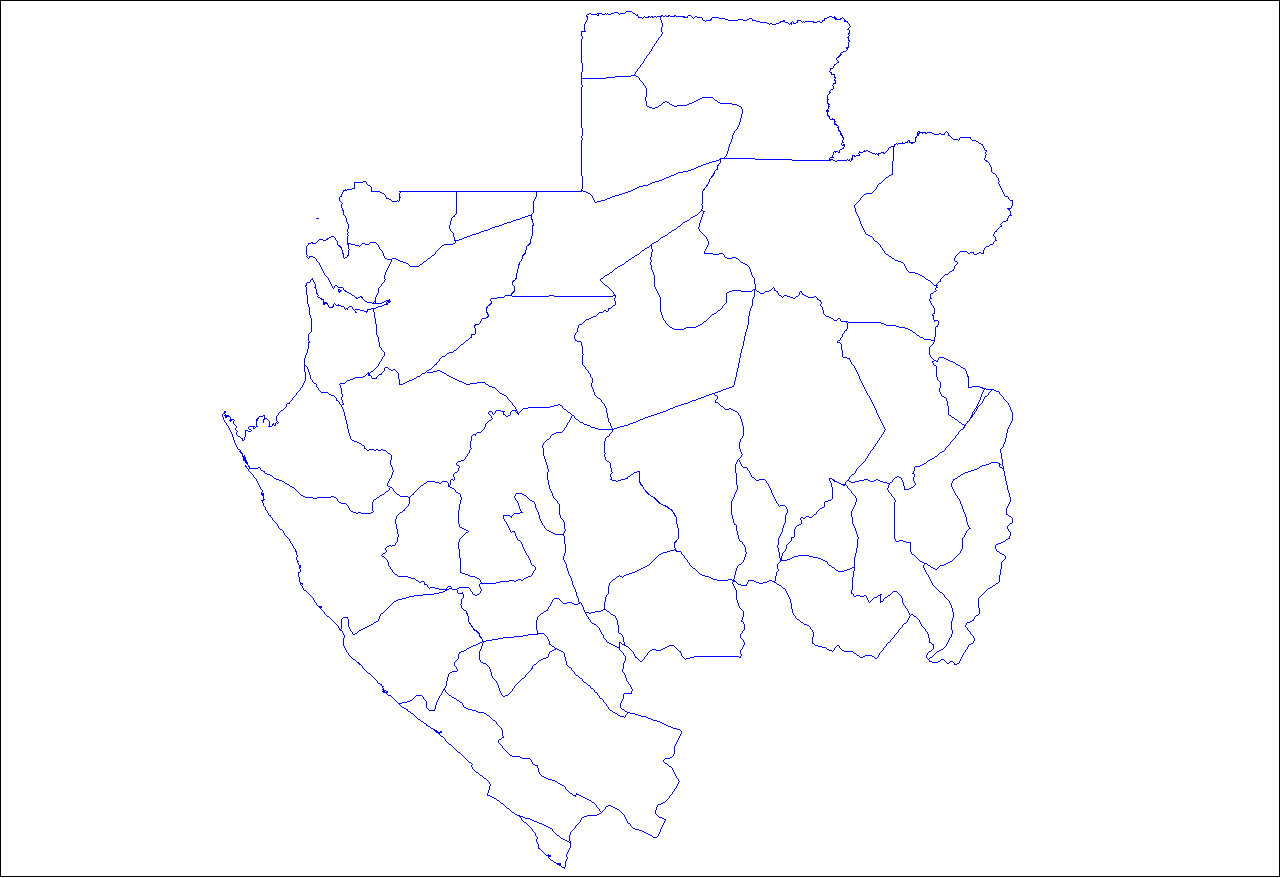
Departamenty Gabonu

Departament – jednostka podziału administracyjnego Gabonu. Poszczególne Prowincje są podzielone na następujące departamenty (w nawiasach stolica departamentu):

## Estuaire

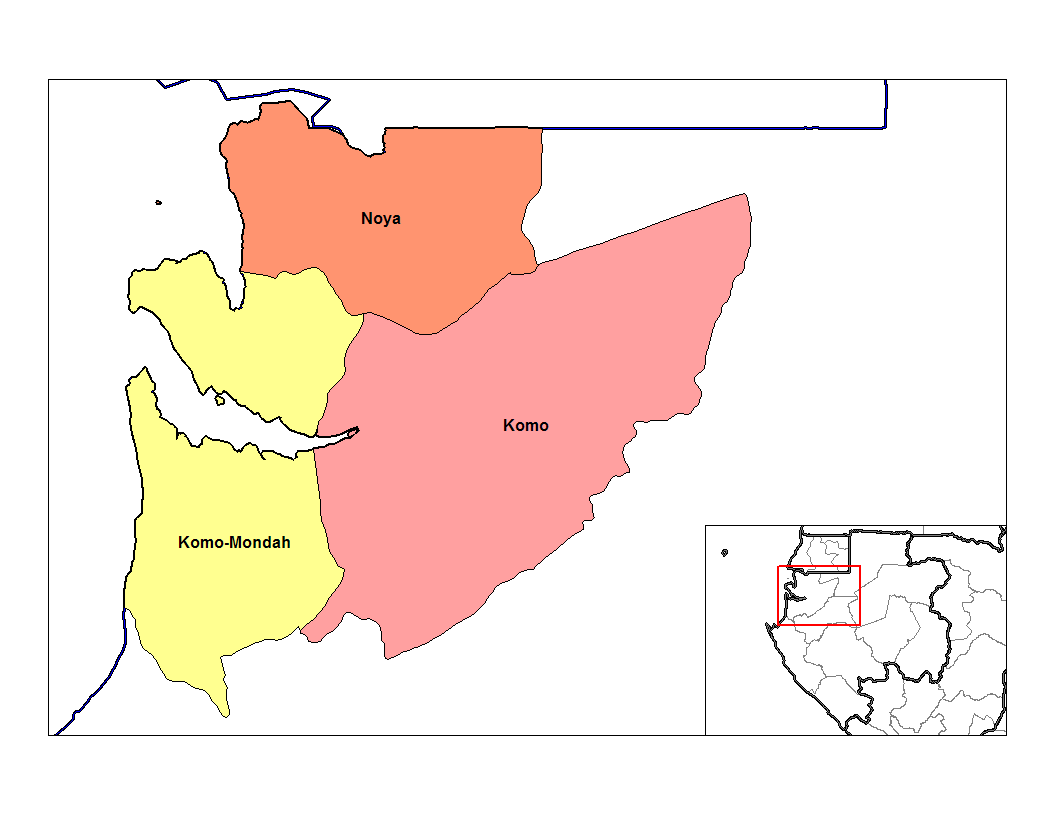
Departamenty w Estuaire

- Komo (Kango)
- Komo-Mondah (Ntoum)
- Noya (Cocobeach)

## Górne Ogowe

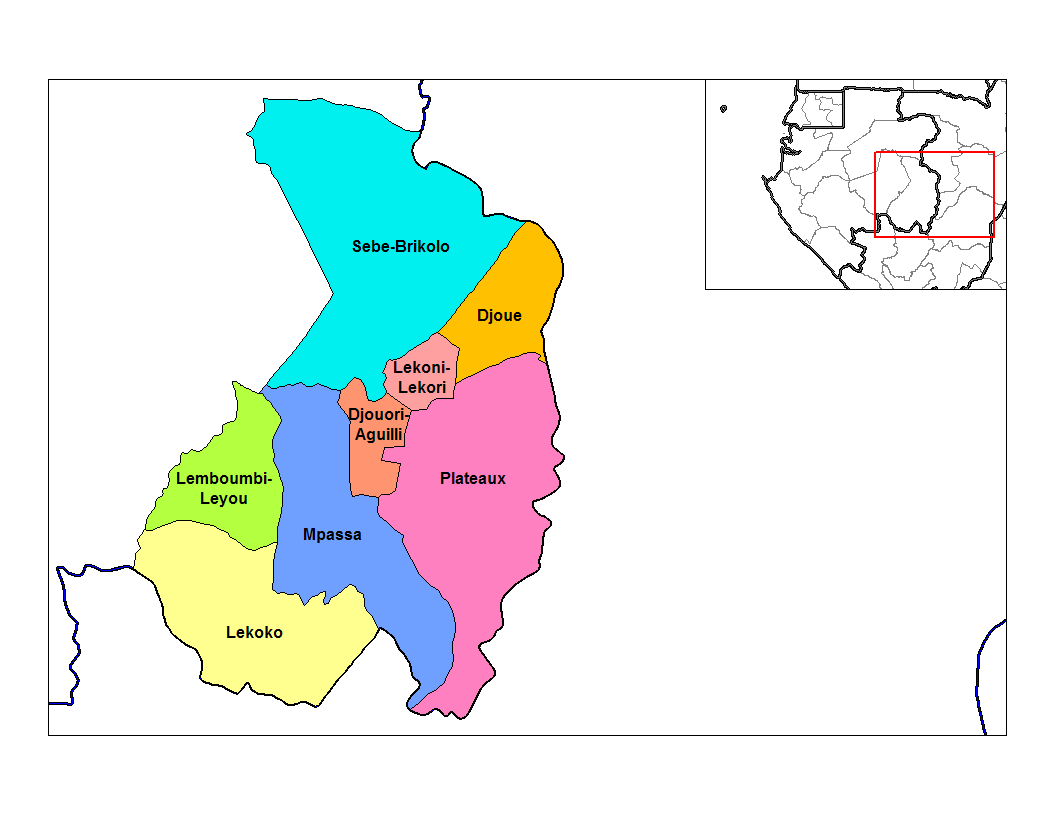
Departamenty w Górnym Ogowe

- Djoue (Onga)
- Djououri-Aguilli (Bongouill)
- Lekoni-Lekori (Akieni)
- Lekoko (Bakoumba)
- Leboumbi-Leyou (Moanda)
- Mpassa (Franceville)
- Plateaux (Leconi)
- Sebe-Brikolo (Okondja)

## Środkowe Ogowe

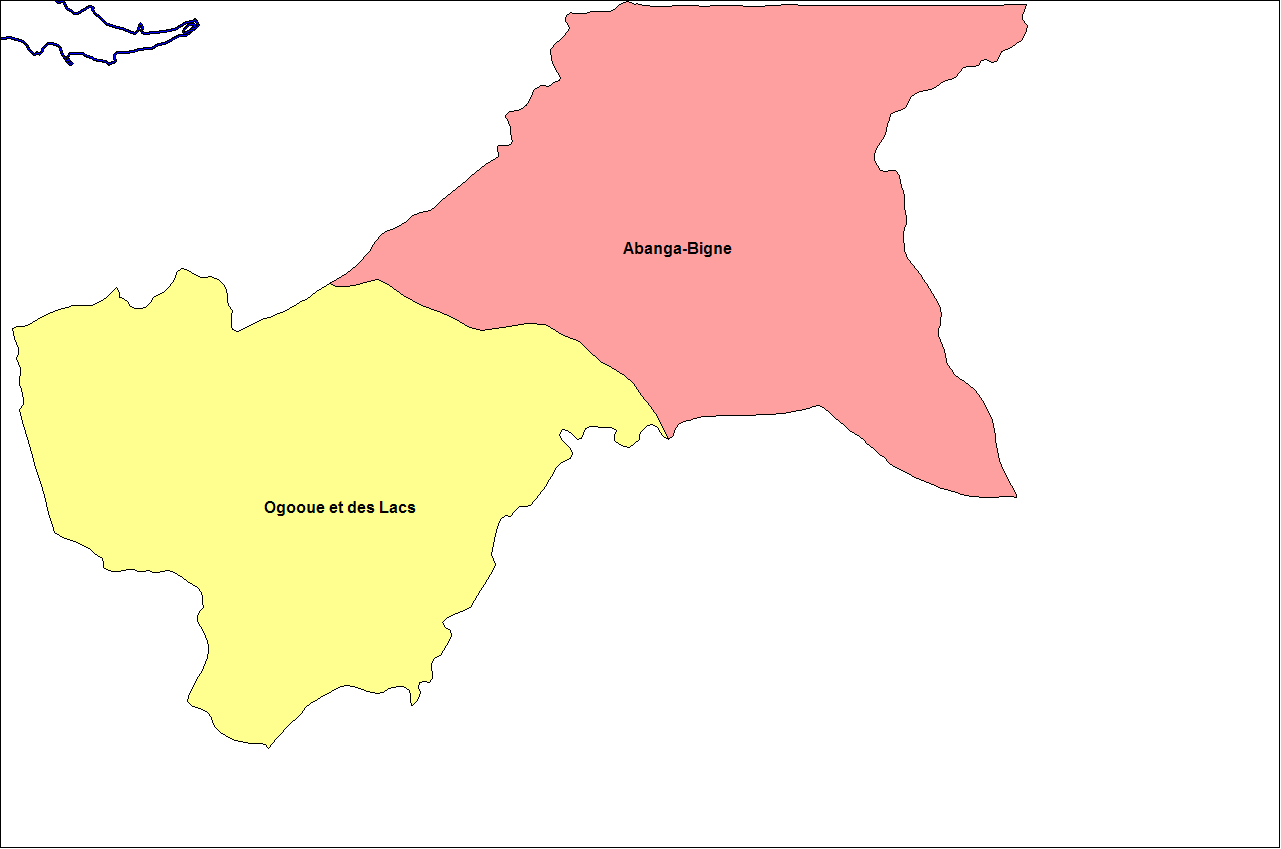
Departamenty w Środkowym Ogowe

- Abanga-Bigne (Ndjole)
- Ogooue et des Lacs (Lambarene)

## Ngounié

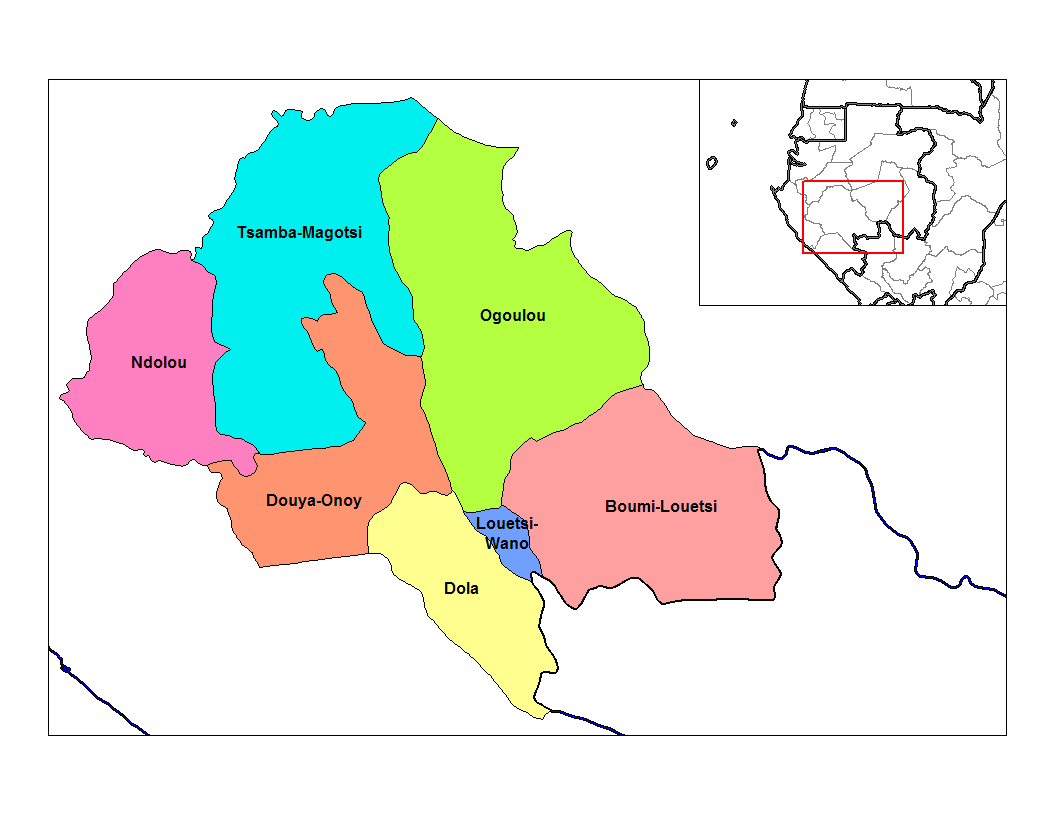
Departamenty w Ngounié

- Boumi-Louetsi (Mbigou)
- Dola (Ndende)
- Douya-Onoy (Mouila)
- Louetsi-Wano (Lebamba)
- Ndolou (Mandji)
- Ogoulou (Mimongo)
- Tsamba-Magotsi (Fougamou)

## Nyanga

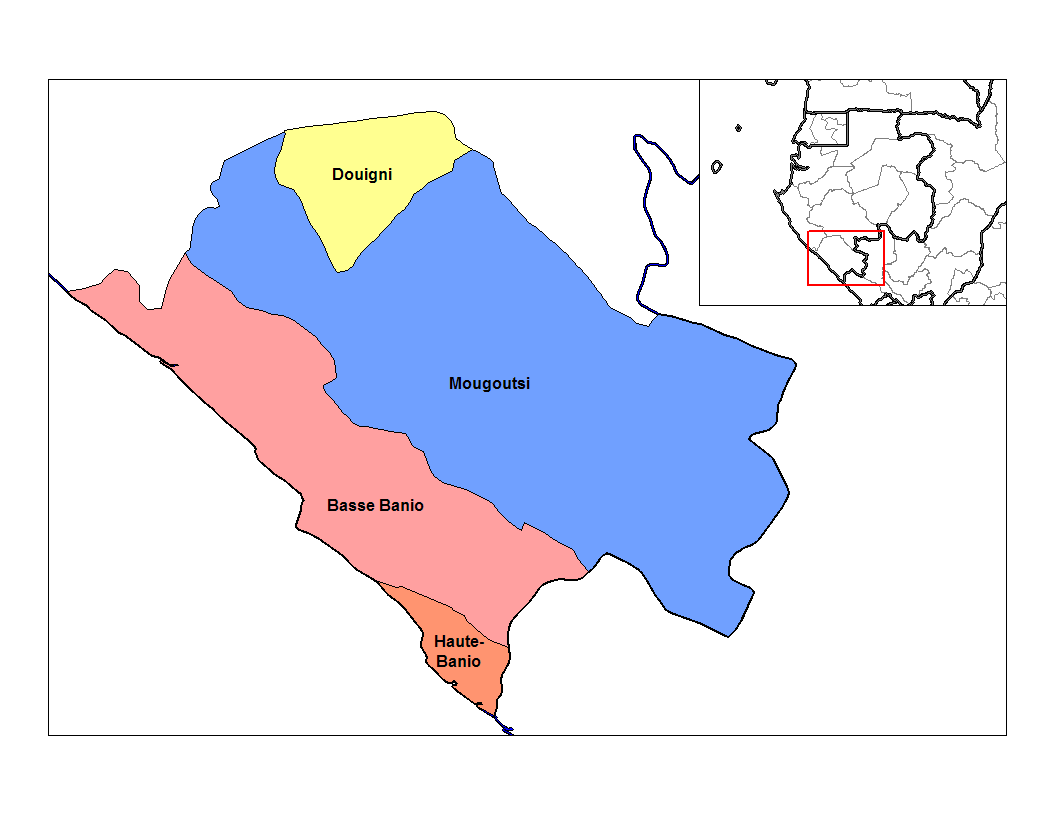
Departamenty w Nyanga

- Basse-Banio (Mayumba)
- Douigni (Moabi)
- Haute-Banio (Minvoul)
- Mougoutsi (Tchibanga)

## Ogowe-Ivindo

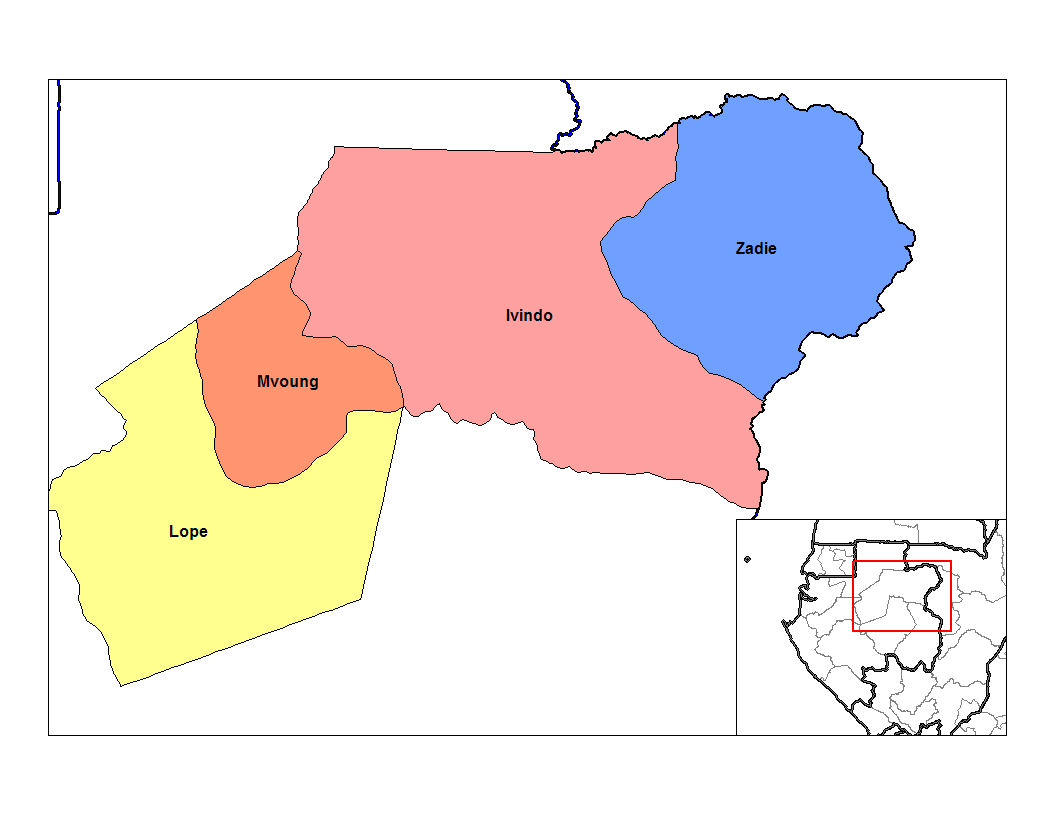
Departamenty w Ogowe-Ivindo

- Ivindo (Makokou)
- Lope (Booue)
- Mvoung (Ovan)
- Zadie (Mekambo)

## Ogowe-Lolo

Departamenty w Ogowe-Lolo

- Lolo-Bouenguidi (Koulamoutou)
- Lombo-Bouenguidi (Pana)
- Mouloundou (Lastoursville)

## Ogowe Nadmorskie

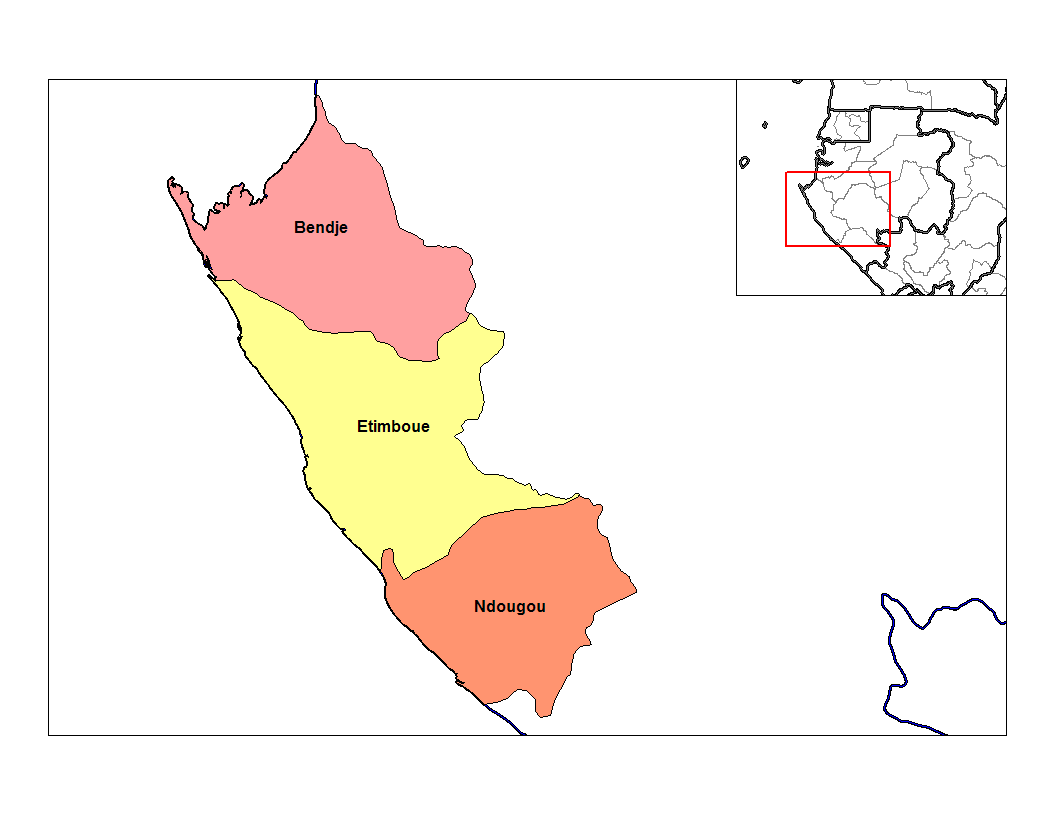
Departamenty w Ogowe Nadmorskim

- Bendje (Port-Gentil)
- Etimboue (Omboue)
- Ndougou (Gamba)

## Woleu-Ntem

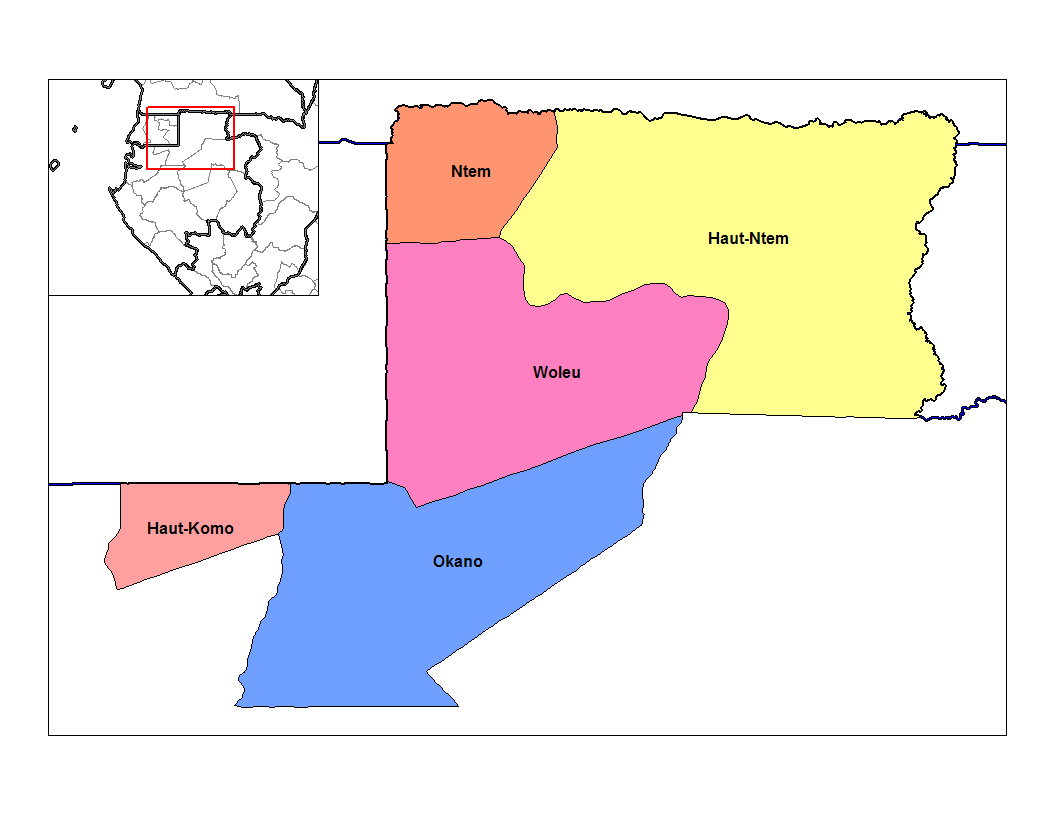
Departamenty w Woleu-Ntem

- Haut-Komo (Ndindi)
- Haut-Ntem (Medouneu)
- Ntem (Bitam)
- Okano (Mitzic)
- Woleu (Oyem)